# Cordarrelle Patterson
Cordarrelle Patterson (* 17. März 1991 in Rock Hill, South Carolina) ist ein US-amerikanischer American-Football-Spieler auf der Position des Wide Receivers, Runningbacks und des Return Specialists. Er spielt für die Pittsburgh Steelers in der National Football League (NFL). Zuvor war er bei den Minnesota Vikings, den Oakland Raiders, den New England Patriots, den Chicago Bears sowie den Atlanta Falcons unter Vertrag und hält mit 109 Yards den Rekord für den längsten Kickoff-Return der Liga.

## College
Patterson, auch ein talentierter und erfolgreicher Leichtathlet, besuchte zunächst das Hutchinson Community College, wo er zwei Jahre lang erfolgreich für deren Team, die Blue Dragons, als Wide Receiver und Return Specialist College Football spielte. Bis heute (2019) hält er zahlreiche Schulrekorde.
Durch seine sportlichen Erfolge wurden größere Universitäten auf ihn aufmerksam und boten ihm Stipendien an. Patterson wechselte zur University of Tennessee und spielte noch ein Jahr für die Tennessee Volunteers, wobei er insgesamt zehn Touchdowns erzielte.

## NFL

### Minnesota Vikings
Patterson wurde beim NFL Draft 2013 in der ersten Runde als 29. Spieler von den Minnesota Vikings ausgewählt. Die Vikings tauschten ihren Zweit-, Dritt-, Viert- und Siebtrundenpick gegen den Erstrundenpick der New England Patriots, um so weiter nach vorne zu rücken und ihn auszuwählen. Er etablierte sich sofort als Profi und kam vor allem als Returner zum Einsatz. Im Spiel gegen die Green Bay Packers gelang ihm ein Kickoff-Return über 109 Yards, die längste mögliche Distanz.
Außerdem wurde er in seiner Rookiesaison auch in allen Partien als Receiver aufgeboten, sechsmal sogar als Starter. Für seine konstant guten Leistungen wurde er in den Pro Bowl berufen.
2014 bekamen die Vikings ein neues Betreuerteam und Patterson erhielt weniger Spielzeit in der Offense, war aber aus den Special Teams nicht wegzudenken. 2016 erhielt er so seine zweite Nominierung für den Pro Bowl.

### Oakland Raiders
2017 unterschrieb er bei den Oakland Raiders einen Zweijahresvertrag über 5,5 Millionen US-Dollar. Er wurde vermehrt im Laufspiel eingesetzt und konnte zwei Touchdowns erzielen.

### New England Patriots
Am 18. März 2018 wechselte Patterson zu den New England Patriots. Er und ein Sechstrundenpick im Draft 2018 wurden von den Raiders gegen einen Fünftrundenpick getauscht.
In Woche 4 gelang ihm gegen die Miami Dolphins sein erster Touchdown für die Patriots. In Woche 7 gelang ihm gegen die Chicago Bears ein 95 Yard Kickoff Return Touchdown. Die Patriots gewannen die AFC East und sicherten sich den zweiten Platz in den Playoffs. Für Patterson war es das erste Playoff Spiel seit der Saison 2015. Im Super Bowl LIII hatte Patterson zwei Passempfänge für 14 Yards. Die Patriots gewannen den Super Bowl gegen die Los Angeles Rams mit 13:3.

### Chicago Bears
Am 13. März 2019 unterzeichnete Patterson einen Zweijahresvertrag über 10 Millionen US-Dollar bei den Bears.
In Woche 7 gelang ihm bei der 25:36-Niederlage gegen die New Orleans Saints ein 102 Yard Kickoff Return Touchdown. Für seine Leistung im November wurde er zum zweiten Mal in seiner Karriere zum NFC-Special-Teams-Spieler des Monats gekürt. Im Dezember wurde er als Starter in den Pro Bowl 2020 gewählt.

### Atlanta Falcons
Am 15. April 2021 unterschrieb Patterson bei den Atlanta Falcons einen Einjahresvertrag. Bei den Falcons absolvierte er in seiner neunten NFL-Saison seine besten Karriereleistungen. In 16 Spielen erlief er 618 Yards und sechs Touchdowns in 153 Versuchen und fing 52 Pässe für 548 Yards und fünf Touchdowns. Am zwölften Spieltag, im Spiel gegen die Jacksonville Jaguars, erlief er 108 Yards und zwei Touchdowns, beides Karrierebestwerte. Bei den Falcons avancierte er zum Allrounder, er lief neben der Position des Wide Receivers, Runningbacks und Kickoffreturners auch noch als Quarterback, Safety und Tight End auf.
Am 20. November 2022, im Spiel gegen die Chicago Bears, stellte er einen neuen NFL-Rekord auf, indem er seinen neunten Kickoff-Return-Touchdown erzielte.

### Pittsburgh Steelers
Im April 2024 nahmen die Pittsburgh Steelers Patterson für zwei Jahre unter Vertrag.